# Denizlispor Kulübü
O Denizlispor Kulübü (mais conhecido como Denizlispor) é um clube multidesportivo turco com sede na cidade de Denizli, capital da província homônima, fundado em 26 de maio de 1966. Atua nas modalidades de futebol, voleibol, basquetebol, tênis de mesa e ginástica artística.
Suas cores oficiais são o verde e o preto, embora também utilize um uniforme alternativo de cor branca. Atualmente disputa a Segunda Divisão Turca.
Manda seus jogos no Estádio Atatürk de Denizli, com capacidade para 18,745 espectadores.

## Títulos
- Segunda Divisão Turca (1): 2018–19

### Campanhas de Destaque

#### Continentais
- Copa da UEFA (4ª Fase): 2002–03

#### Nacionais
- 5ª Colocação no Campeonato Turco: 2001–02
- Copa da Turquia (semifinalista): 1984–85, 2001–02, 2004–05 e 2005–06
- Vice–Campeão da Segunda Divisão Turca (2): 1993–94 e 1998–99